# Winter-Asienspiele 1986/Eishockey
Der Eishockeywettbewerb der I. Winter-Asienspiele fand vom 1. bis 8. März 1986 im japanischen Sapporo statt. Neben der Gastgebernation Japan nahmen drei weitere Länder – die Volksrepublik China, Südkorea und Nordkorea – am Wettbewerb teil. Die Goldmedaille sicherte sich die Volksrepublik China, die das Turnier ohne Niederlage bei nur einem Remis gegen Japan gewann.

## Modus
Jede der vier Mannschaften spielte zweimal gegen jede andere Mannschaft. Die Mannschaft mit den meisten Punkten gewann die Goldmedaille.

## Ergebnisse
| 1. März 1986 | Volksrepublik China | 6:0 (-:-, -:-, -:-)  | Südkorea            | Sapporo, Japan Zuschauer: |
| 1. März 1986 | Japan               | 10:1 (-:-, -:-, -:-) | Nordkorea           | Sapporo, Japan Zuschauer: |
| 2. März 1986 | Nordkorea           | 1:7 (-:-, -:-, -:-)  | Volksrepublik China | Sapporo, Japan Zuschauer: |
| 2. März 1986 | Japan               | 20:1 (-:-, -:-, -:-) | Südkorea            | Sapporo, Japan Zuschauer: |
| 4. März 1986 | Nordkorea           | 1:2 (-:-, -:-, -:-)  | Südkorea            | Sapporo, Japan Zuschauer: |
| 4. März 1986 | Japan               | 1:4 (-:-, -:-, -:-)  | Volksrepublik China | Sapporo, Japan Zuschauer: |
| 5. März 1986 | Südkorea            | 2:9 (-:-, -:-, -:-)  | Volksrepublik China | Sapporo, Japan Zuschauer: |
| 5. März 1986 | Nordkorea           | 1:11 (-:-, -:-, -:-) | Japan               | Sapporo, Japan Zuschauer: |
| 7. März 1986 | Volksrepublik China | 8:1 (-:-, -:-, -:-)  | Nordkorea           | Sapporo, Japan Zuschauer: |
| 7. März 1986 | Südkorea            | 2:10 (-:-, -:-, -:-) | Japan               | Sapporo, Japan Zuschauer: |
| 8. März 1986 | Südkorea            | 4:3 (-:-, -:-, -:-)  | Nordkorea           | Sapporo, Japan Zuschauer: |
| 8. März 1986 | Volksrepublik China | 4:4 (-:-, -:-, -:-)  | Japan               | Sapporo, Japan Zuschauer: |

| Pl. |                     | Sp | S | U | N | Tore  | Punkte |
| 1.  | Volksrepublik China | 6  | 5 | 1 | 0 | 38:09 | 11:01  |
| 2.  | Japan               | 6  | 4 | 1 | 1 | 56:13 | 09:03  |
| 3.  | Südkorea            | 6  | 2 | 0 | 4 | 11:49 | 04:08  |
| 4.  | Nordkorea           | 6  | 0 | 0 | 6 | 08:42 | 00:12  |

## Beste Scorer
Abkürzungen: G = Tore, A = Assists, Pts = Punkte; Fett: Turnierbestwert
| Spieler      | Team                | G | A | Pts |
| ------------ | ------------------- | - | - | --- |
| Tian Yujie   | Volksrepublik China | 9 | 5 | 14  |
| Wei Lingyuan | Volksrepublik China | 5 | 8 | 13  |
| Wang Fuping  | Volksrepublik China | 9 | 3 | 12  |

## Auszeichnungen
| Auszeichnung    | Spieler      | Team                |
| --------------- | ------------ | ------------------- |
| Bester Torhüter | Wang Yongjun | Volksrepublik China |

## Medaillenspiegel
| Medaillenspiegel Eishockey | Medaillenspiegel Eishockey | Medaillenspiegel Eishockey | Medaillenspiegel Eishockey | Medaillenspiegel Eishockey | Medaillenspiegel Eishockey |
| Platz                      | Land                       | Gold                       | Silber                     | Bronze                     | Gesamt                     |
| -------------------------- | -------------------------- | -------------------------- | -------------------------- | -------------------------- | -------------------------- |
| 1                          | Volksrepublik China        | 1                          | −                          | −                          | 1                          |
| 2                          | Japan                      | −                          | 1                          | −                          | 1                          |
| 3                          | Südkorea                   | −                          | −                          | 1                          | 1                          |